# Renault PR100

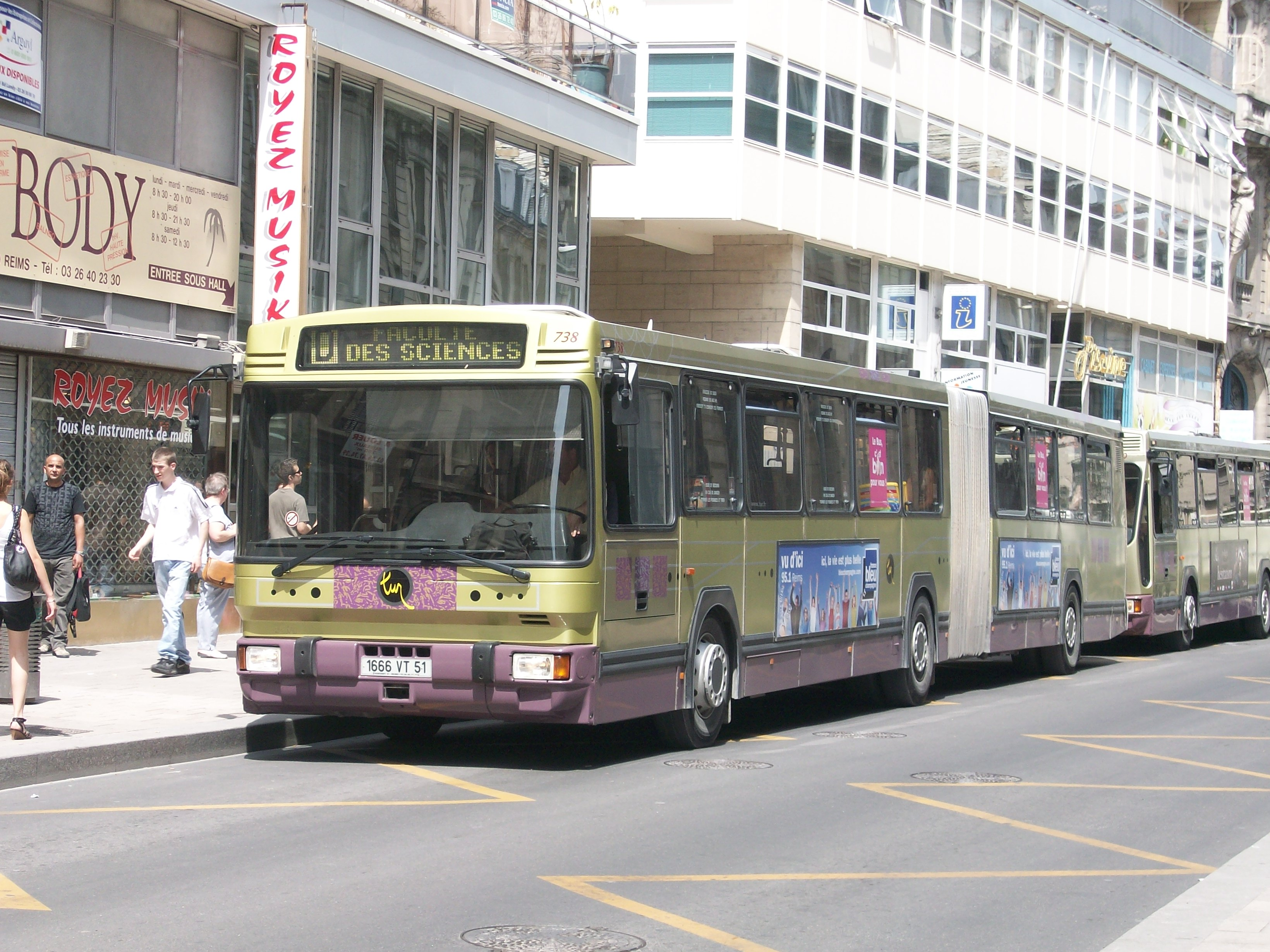
Renault PR118

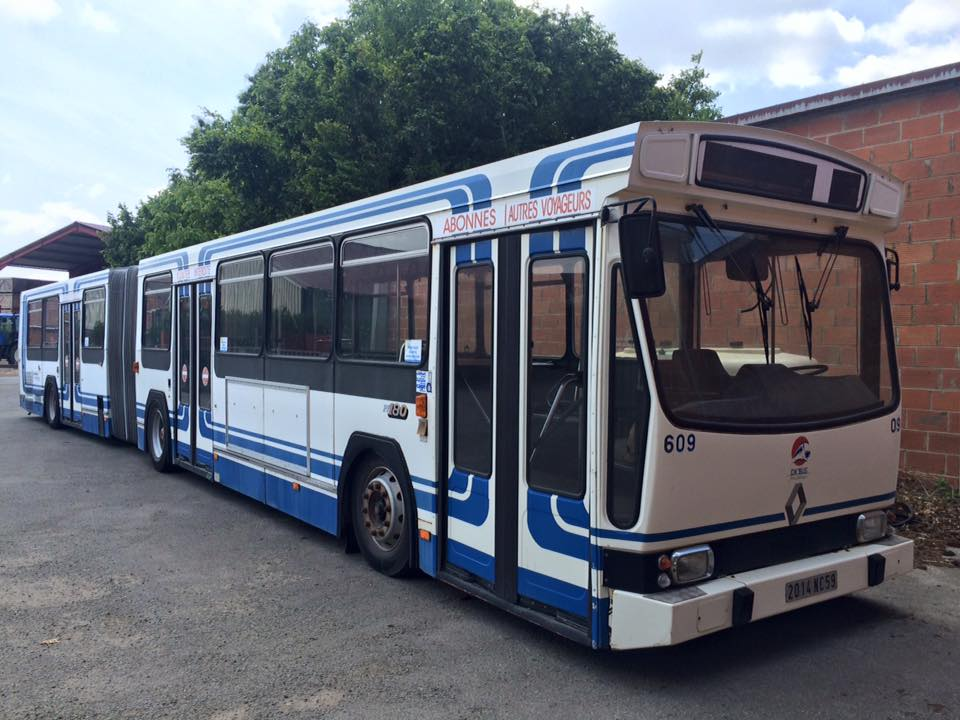
Renault PR180

Renault PR100 — серия городских автобусов, выпускаемых французской компанией Renault Trucks с 1971 по 1999 год. Одиночная модель получила индекс PR100, сочленённая — PR180. 

## История
Автобус Renault PR100 разрабатывался по спецификации VöV-Standard-Bus с изменённой передней и задней частью. Изначально автобус оснащался дизельным двигателем внутреннего сгорания  Perkins V8.510 мощностью 178 л. с. C 1973 года автобус оснащался двигателем Berliet (PR100.PB). С 1979 года впереди автобуса присутствовала эмблема Renault.
В 1984 году автобус был усовершенствован. Название сменилось на PR100.2. Теперь автобус оснащался двигателем Renault MPS.
Модель эксплуатировалась во Франции, Алжире, Австралии и Марокко.
Производство завершилось в 1999 году.

## Модификации
- Renault PR112 — одиночный автобус[7].
- Renault PR180/PR118 — сочленённый автобус[8].
- Renault ER100 — одиночный троллейбус.
- Renault PER180 — сочленённый троллейбус.